# Esporte Clube Alexandria
O Esporte Clube Alexandria foi um clube de Futebol Brasileiro, da cidade de Maceió, no estado de Alagoas.

## História
Foi fundado em 21 de novembro de 1935 pela Fábrica Alexandria (razão social: Cotonifício Mário Lobo S.A., inaugurada em 1912 e fechada em 1966), uma industrial têxtil localizada no bairro do Bom Parto, em Maceió. Começou a disputar o campeonato da primeira divisão em 1937. Em 1947, foi campeão estadual. O clube encerrou suas atividades no final do campeonato de 1954.

## Títulos
- Campeonato Alagoano de Futebol: 1947